# پراکندگی گرگ

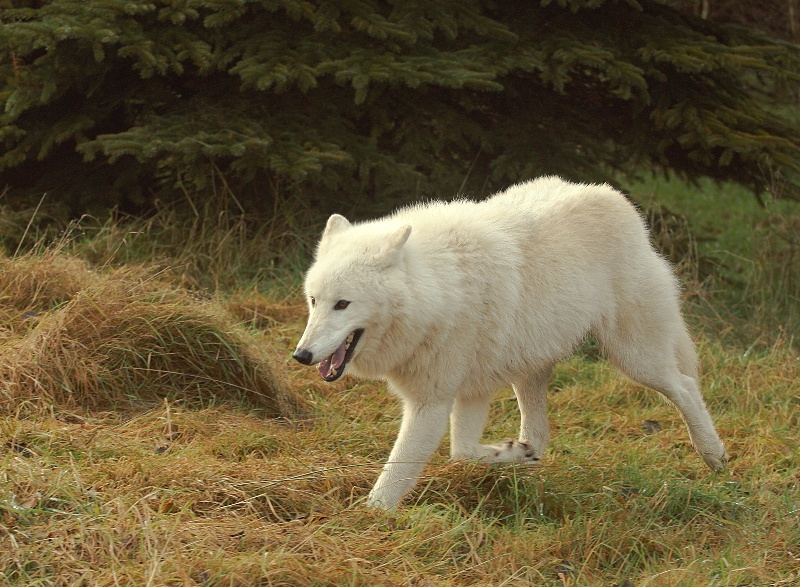
گرگ قطبی، یکی از شمالی‌ترین جمعیت‌های گرگ‌ها

پراکندگی گرگ، پراکندگی گونه‌ای گرگ (نام علمی: Canis lupus) است. در ابتدا، گرگ‌ها در اوراسیا بالاتر از مدار ۱۲ درجه شمالی و در آمریکای شمالی بالاتر از مدار ۱۵ درجه شمالی یافت می‌شدند. با این حال، آزار و اذیت عمدی انسان، به دلیل شکار دام‌ها و ترس از حمله گرگ‌ها به انسان‌ها، محدوده پراکندگی این گونه را به حدود یک سوم کاهش داده است. این گونه اکنون در بیشتر اروپای غربی ، مکزیک و ایالات متحده آمریکا و به طور کامل از جزایر بریتانیا و مجمع الجزایر ژاپن ریشه کن شده است . در تاریخ مدرن ، گرگ خاکستری عمدتاً در مناطق بکر و دورافتاده، به ویژه در کانادا ، آلاسکا ، شمال ایالات متحده ، اروپا و آسیا از حدود مدار ۷۵ درجه شمالی تا ۱۲ درجه شمالی یافت می‌شود. کاهش جمعیت گرگ‌ها از دهه ۱۹۷۰ متوقف شده و به دلیل حفاظت قانونی، تغییرات در کاربری زمین و جابجایی جمعیت روستایی به شهرها، باعث مهاجرت مجدد و معرفی مجدد آنها در بخش‌هایی از محدوده سابقشان شده است. رقابت با انسان‌ها برای دام‌ها و گونه‌های شکاری، نگرانی‌ها در مورد خطر گرگ‌ها برای انسان‌ها و همچنین گسستگی زیستگاه، تهدیدی مداوم برای این گونه محسوب می‌شود. با وجود این تهدیدها، به دلیل دامنه نسبتاً گسترده و جمعیت پایدار گرگ خاکستری، این گونه در فهرست قرمز آی‌یوسی‌ان در رده کمترین نگرانی طبقه‌بندی شده است. در آفریقا، جمعیت گرگ‌ها به مناطق شمالی محدود می‌شود، به طوری که گرگ طلایی آفریقایی (نام علمی: Canis lupaster) در شمال صحرا و گرگ اتیوپیایی (نام علمی: Canis simensis) در اتیوپی زندگی می‌کنند.